# Орден Октябрьской Революции
О́рден Октя́брьской Револю́ции — второй по значимости (после ордена Ленина) орден СССР, учреждённый указом Президиума Верховного Совета СССР от 31 октября 1967 года в честь 50-летия Великой Октябрьской социалистической революции 1917 года.
Автор эскиза ордена — художник В. П. Зайцев.

## Статут ордена
Орденом Октябрьской Революции награждаются граждане СССР, предприятия, учреждения, организации и другие коллективы трудящихся, воинские части и соединения, а также республики, края, области и города. Данным орденом могут награждаться и иностранные граждане.
Орденом награждаются
- за активную революционную деятельность, большой вклад в становление и укрепление Советской власти;
- за выдающиеся заслуги в построении социализма и строительстве коммунизма;
- за выдающиеся достижения в области развития народного хозяйства, науки и культуры;
- за особые отвагу и мужество, проявленные в боях с врагами Советского государства;
- за выдающиеся заслуги в укреплении оборонной мощи СССР;
- за особо плодотворную государственную и общественную деятельность;
- за активную деятельность, направленную на развитие и углубление всесторонних дружественных связей между народами Советского Союза и других государств, укреплении мира между народами.

Орден Октябрьской Революции носится на левой стороне груди и располагается после ордена Ленина. Орден Октябрьской Революции после смерти награждённого остаётся в его семье.

## Описание ордена

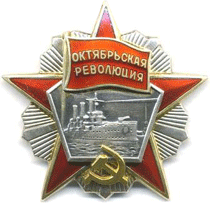
Награждённый орденом Октябрьской Революции крейсер «Аврора» на ордене Октябрьской Революции

Орден Октябрьской Революции представляет собой позолочённую, покрытую красной эмалью пятиконечную звезду на фоне серебряного лучистого пятиугольника.
В верхней части пятиконечной эмалевой звезды изображено знамя, покрытое красной эмалью, с надписью в две строки «ОКТЯБРЬСКАЯ РЕВОЛЮЦИЯ».
В центре звезды расположен серебряный пятиугольник с изображением крейсера «Аврора».
Пятиугольник оксидирован разными тонами. В нижней части ордена помещены накладные серп и молот.
Орден изготовлен из серебра. Накладные серп и молот, расположенные в нижней части ордена, изготовлены из золото-серебро-палладиево-медного сплава ЗлСрПдМ-375-100-38. В серпе и молоте содержания чистого золота — 0,187+0,07 грамма, чистого серебра — 0,05+0,02 грамма, палладия — 0,019+0,02 грамма. Во всём ордене целиком (на 18 сентября 1975 года) серебряного содержания — 27,49±1,447 г, золотого содержания — 0,21 г. Общий вес ордена — 31,0±1,9 г.
Размер ордена между противолежащими вершинами эмалевой звезды — 43 мм. Расстояние от центра до вершины любого из лучей звезды — 22 мм.
Орден при помощи ушка и кольца соединён с пятиугольной колодкой, покрытой шёлковой муаровой лентой красного цвета шириной 24 мм. Посередине ленты пять узких продольных голубых полосок.

## Вручение наград

### Первые награды
Орденом Октябрьской Революции № 1 награждён город-герой Ленинград, № 2 — город-герой Москва. Указ об их награждении был подписан 4 ноября 1967 года. 19 декабря 1967 года орденом награждена РСФСР, а 22 декабря 1967 года — Украинская ССР.
22 февраля 1968 года орденом под номером 5 был награждён крейсер «Аврора». В этот же день орденом Октябрьской Революции впервые были награждены 16 военачальников: И. Х. Баграмян, А. М. Василевский, К. А. Вершинин, Н. Н. Воронов, Ф. И. Голиков, С. Г. Горшков, А. И. Ерёменко, Г. К. Жуков, И. С. Конев, Н. И. Крылов, К. А. Мерецков, К. С. Москаленко, К. К. Рокоссовский, В. Д. Соколовский, С. К. Тимошенко, В. И. Чуйков.
Всего произведено 106 462 награждения.

### Последняя награда
Последнее награждение орденом Октябрьской Революции произведено указом Президента СССР Михаила Горбачева от 21 декабря 1991 года. Орден Октябрьской Революции № 106 462 получил начальник Казахской горно-геологической экспедиции Айтмагамбет Ойнарбаев.

### Кавалеры двух орденов

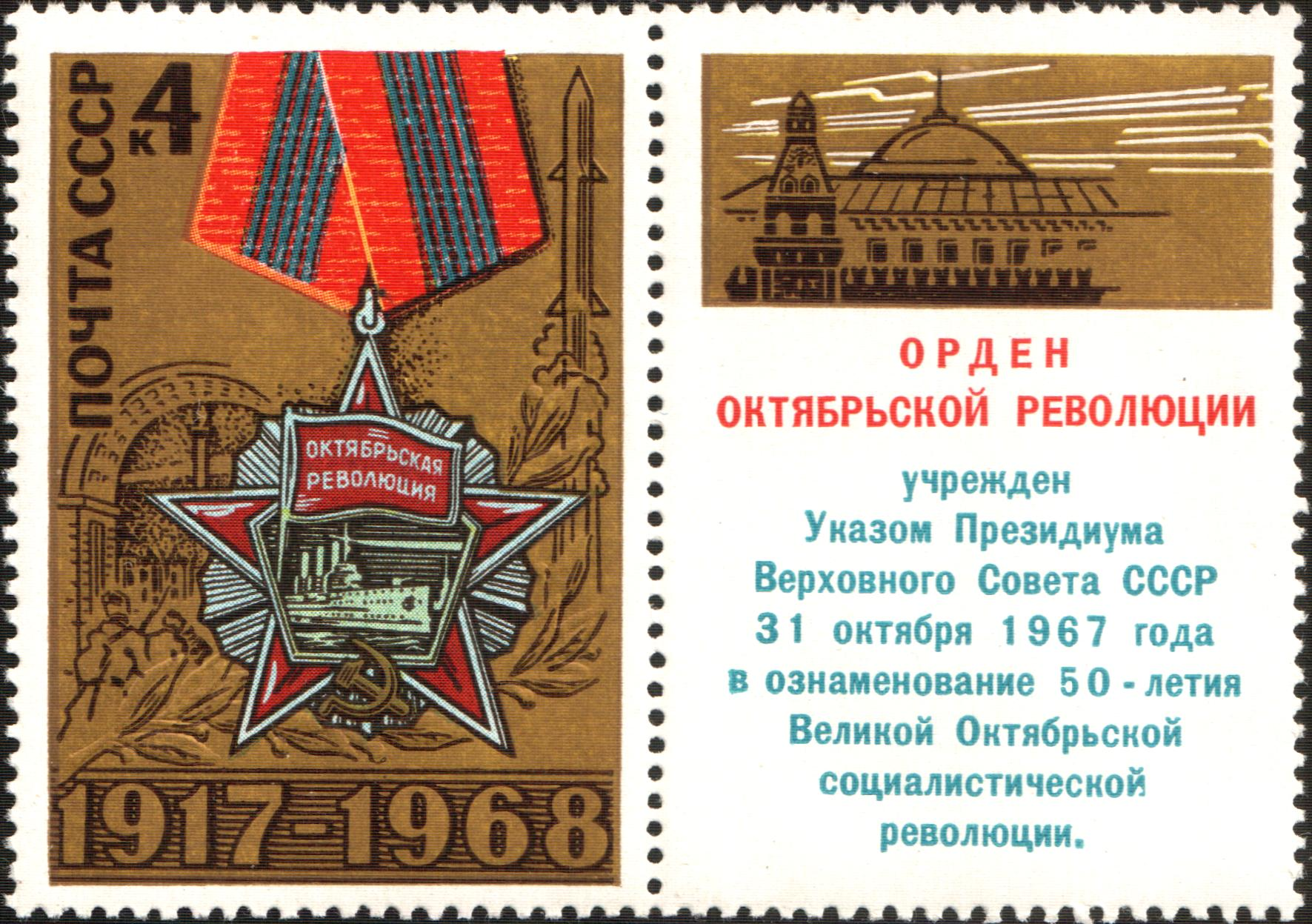
Марка СССР, 1968 г.

Повторные награждения орденом Октябрьской Революции были довольно редкими. Известно, что кавалерами двух орденов Октябрьской Революции являются 29 человек:
- Афросин, Александр Николаевич (1919—2007), председатель колхоза «Россия» Базарно-Карабулакского района Саратовской области (8 апреля 1971; 23 декабря 1976)
- Бещев, Борис Павлович (1903—1981) — Министр путей сообщения СССР (15 июля 1973; 14 января 1977)
- Брежнев, Леонид Ильич (1906—1982) — Генеральный секретарь ЦК КПСС (14 марта 1979; 18 декабря 1980)
- Велиева, Шаргия Акпер кызы (1936) — Мать-героиня, доярка совхоза имени Кирова Лачинского района Азербайджанской ССР (8 апреля 1971; 14 февраля 1975)
- Ветлицкий, Вячеслав Фёдорович (1915—1992) — 2-й секретарь Куйбышевского обкома КПСС (25 августа 1971; 29 декабря 1973)
- Владимиров, Николай Терентьевич (1920—1997) — директор совхоза «Россия» Грязинского района Липецкой области (11 декабря 1973; 26 мая 1981)
- Галицкий, Валентин Николаевич (1910—2007) — 1-й заместитель начальника Главмосстроя (25 августа 1971; 29 декабря 1973)
- Гилашвили, Павел Георгиевич (1918—1994) — председатель Президиума Верховного Совета Грузинской ССР (27 августа 1971; 10 марта 1976)
- Гордеев, Анатолий Афанасьевич (1911—1979) — главный инженер Горьковского машиностроительного завода (1949—1979) (26 апреля 1971; 29 марта 1976)
- Давлятчина, Мингалям Зайнеевна (1922—1992) — доярка племзавода имени Коминтерна Грачёвского района Оренбургской области (8 апреля 1971; 14 февраля 1975)
- Зубков, Дмитрий Петрович (1911—2006) — старший агроном племсовхоза свеклосовхоза имени Фрунзе Министерства пищевой промышленности СССР, Кантский район Киргизской ССР (8 апреля 1971, 10 декабря 1973)
- Илларионов, Игорь Вячеславович (1913—2008) — генерал-полковник (24 августа 1973; 19 февраля 1986)
- Ковалёв, Анатолий Гаврилович (1923—2002) — заместитель Министра иностранных дел СССР (22 октября 1971; 27 декабря 1977)
- Критинин, Иван Андреевич (1923—1990) — директор Новокузнецкого металлургического комбината
- Котин, Жозеф Яковлевич (1908—1979) — конструктор тяжелых танков и тракторов, Генерал-полковник . (25 октября 1971; 8 октября 1975)
- Куняев, Александр Трофимович (1933—1993) — председатель колхоза имени Калинина Атяшевского района Мордовской АССР (8 апреля 1971; 6 сентября 1973)
- Меримский, Виктор Аркадьевич (1919—2003) — генерал-полковник (21 февраля 1974; 6 мая 1982)
- Мозговой, Иван Константинович (1928) — тракторист колхоза «Знамя Ленина» Амвросиевского района Донецкой области (8 апреля 1971; 8 декабря 1973)
- Назаров, Шамси (1921—1994) — председатель колхоза «Коммунизм» Пахтачийского района Самаркандской области (10 декабря 1973; 14 февраля 1975)
- Павлов, Владимир Яковлевич (1923—1998) — чрезвычайный и полномочный посол СССР в Венгрии (25 августа 1971; 27 декабря 1977)
- Северный, Андрей Борисович (1913—1987) — астроном, академик АН СССР (20 июня 1971; 17 сентября 1975)
- Сизов, Леонид Георгиевич (1931—2005) — 2-й секретарь Красноярского крайкома КПСС (25 августа 1971; 10 марта 1976)
- Туманов, Иосиф Михайлович (Туманишвили) (1909—1981) — народный артист СССР (25 мая 1976; 14 ноября 1980)
- Ховрин, Николай Иванович (1922—2008) — адмирал, командующий Черноморским флотом ВМФ СССР (21 февраля 1974; 19 февраля 1986)
- Хоробрых, Иван Михайлович (1920—2009) — комбайнёр госплемзавода «Северо-Любинский» Омской области (8 апреля 1971; 23 декабря 1976)
- Щербицкий, Владимир Васильевич (1918—1990) — 1-й секретарь Центрального Комитета Компартии Украины (16 февраля 1978; 4 марта 1982)
- Ялухин, Матвей Петрович (1908—1992) — генеральный директор производственного объединения «Свердловское» по птицеводству, Свердловская область (11 декабря 1973; 23 декабря 1976)

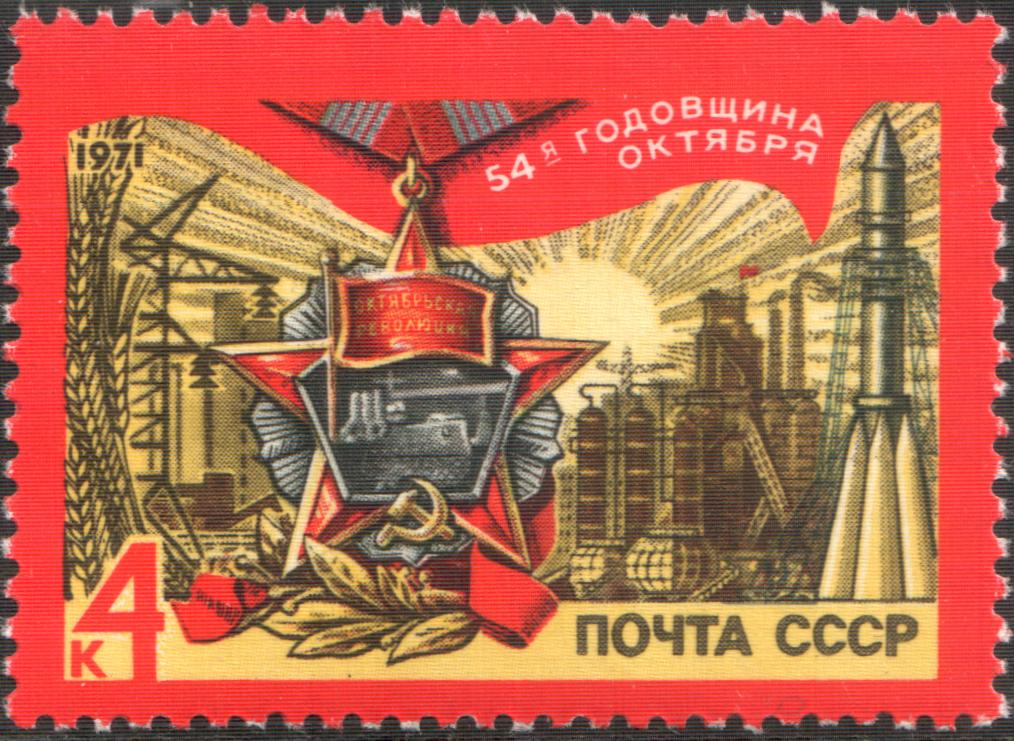
Марка СССР, 1971 г.

- Ямковой, Борис Ефремович (1918—1991) — адмирал (21 февраля 1974; 27 декабря 1982)
- Ярошенко, Иван Владимирович (1926—2015) — бригадир колхоза «Гигант» Магдалиновского района Днепропетровской области (8 апреля 1971; 6 марта 1981)

### Награды международным деятелям
Двумя орденами Октябрьской Революции награждён:
- Вилли Штоф (ГДР, 6 июля 1979[5], 7 июля 1989[6])

Орденом Октябрьской Революции награждены представители международного коммунистического движения:
- Вальтер Ульбрихт (ГДР, 28 июня 1968)[7]
- Макс Рейман (ФРГ; 30 октября 1968)[8]
- Викторио Кодовилья (Аргентина; 7 февраля 1969)[9]
- Людвик Свобода (Чехословакия, 24 ноября 1970)[10]
- Тим Бак (Канада; 5 января 1971)[11]
- Родольфо Гиольди (Аргентина; 20 января 1972)[12]
- Вилле Песси (Финляндия; 23 марта 1972)[13]
- Отто Винцер (ГДР; 31 марта 1972)[14]
- Фридль Фюрнберг (Австрия; 15 мая 1972)[15]
- Апостолос Грозос (Греция; 9 июня 1972)[16]
- Луи Арагон (Франция; 2 октября 1972)[17]
- Херонимо Арнедо Альварес (Аргентина; 13 октября 1972)[18]
- Карло Луканов (Болгария; 19 октября 1972)[19]
- Халед Багдаш (Сирия; 14 ноября 1972)[20]
- Луис Карлос Престес (Бразилия; 2 января 1973)[21]
- Антал Апро (Венгрия; 7 февраля 1973)[22]
- Родней Арисменди (Уругвай; 20 марта 1973)[23]
- Доминик Урбани (Люксембург; 28 марта 1973)[24]
- Георгий Трайков (Болгария; 6 апреля 1973)[25]
- Войцех Ярузельский (Польша; 9 октября 1973)
- Хуан Маринельо-и-Видауррета (Куба; 1 ноября 1973)[26]
- Алвару Куньял (Португалия; 6 ноября 1973)[27]
- Иван Михайлов (Болгария; 1974)[источник не указан 1054 дня]
- Пётр Ярошевич (Польша; 7 октября 1974)[28]
- Фуад Нассар (Иордания; 27 ноября 1974)[29]
- Фридрих Диккель (ГДР, 1975)
- Зенон Новак (Польша, 24 января 1975)[30]
- Эрих Мильке (ГДР, 8 февраля 1975)
- Фабио Гробарт (Куба; 29 августа 1975)[31]
- Хорст Зиндерман (ГДР; 4 сентября 1975)[32]
- Долорес Ибаррури (Испания; 8 декабря 1975)[33]
- Крум Радонов[болг.] (Болгария, 1976)[34]
- Хайнц Кесслер (ГДР; 30 марта 1976)
- Генри Уинстон (США; 1 апреля 1976)[35]
- Хильберто Виейра (Колумбия; 4 апреля 1976)[36]
- Кнуд Есперсен (Дания; 9 апреля 1976)[37]
- Фидель Кастро (Куба; 12 августа 1976)[38]
- Сава Гановский (Болгария; 28 февраля 1977)[39]
- Жорж Сеги (Франция; 16 марта 1977)[40]
- Иосип Броз Тито (Югославия; 16 августа 1977)[41]
- Эрих Хонеккер (ГДР; 24 августа 1977)[42]
- Майкл О’Риордан (Ирландия; 11 ноября 1977)[43]
- Эдвард Герек (Польша, 5 января 1978)
- Густав Гусак (Чехословакия; 9 января 1978)
- Цола Драгойчева (Болгария; 17 августа 1978)[44]
- Тон Дык Тханг (Вьетнам; 18 августа 1978)[45]
- Дежё Немеш (Венгрия; 5 сентября 1978)[46]
- Мартин Дзур (Чехословакия; 19 сентября 1978)
- Суфанувонг (Лаос, 12 июля 1979)
- Лайош Цинеге (Венгрия; 28 сентября 1979)[47]
- Владислав Кручек (Польша; 1980)[48]
- Менгисту Хайле Мариам (Эфиопия; 27 октября 1980)
- Станко Тодоров (Болгария; 9 декабря 1980)[49]
- Кейсон Фомвихан (Лаос; 12 декабря 1980)[50]
- Пауль Фернер (ГДР, 24 апреля 1981)[51]
- Рауль Кастро (Куба, 2 июня 1981)[52]
- Алоис Индра (Чехословакия, 1981)
- Гриша Филипов (Болгария; 1982)
- Милош Якеш (Чехословакия; 11 августа 1982)[53]
- Карой Немет (Венгрия; 13 декабря 1982)[54]
- Николае Чаушеску (Румыния; 25 января 1983)[55] (Указ о награждении отменён 26 января 1990 года)[56]
- Йозеф Ленарт (Чехословакия, 1 апреля 1983)[57]
- Карлос Рафаэль Родригес (Куба; 20 мая 1983)[58]
- Гастон Плиссонье (Франция; 8 июля 1983)[59]
- Эндрю Ротштейн (Англия, 23 сентября 1983)[60]
- Исмаил Билен (Турция; 15 октября 1983)
- Дьёрдь Лазар (Венгрия; 14 сентября 1984)[61]
- Альфред Нойман (ГДР, 14 декабря 1984)[62]
- Генрик Яблоньский (Польша; 26 декабря 1984)[63]
- Любомир Штроугал (Чехословакия, 1984)
- Эрих Мюккенбергер (ГДР, 7 июня 1985)[64]
- Хесус Фариа (Венесуэла; 26 июня 1985)
- Хорхе дель Прадо (Перу, 14 августа 1985)[65]
- Фам Ван Донг (Вьетнам, 28 февраля 1986)
- Тодор Живков (Болгария, 5 сентября 1986)[66]
- Луис Корвалан (Чили, 12 сентября 1986)[67]
- Ле Дык Тхо (Вьетнам, 9 октября 1986)
- Ференц Карпати (Венгрия, 15 октября 1986)
- Василе Миля (Румыния, 31 декабря 1986)[68]
- До Мыой (Вьетнам, 30 января 1987)[69]
- Чыонг Тинь (Вьетнам, 6 февраля 1987)[70]
- Рене Урбани (Люксембург, 6 февраля 1987)[71]
- Янош Кадар (Венгрия, 25 мая 1987)[72]
- Фам Хунг (Вьетнам, 10 июня 1987)[73]
- Василь Биляк (Чехословакия, 10 августа 1987)[74]
- Алессандро Натта (Италия; 6 января 1988)[75]
- Во Ти Конг (Вьетнам, 5 августа 1988)[76]
- Меир Вильнер (Израиль, 21 октября 1988)[77]
- Фуми Вонгвичит (Лаос, 3 апреля 1989)[78]
- Юмжагийн Цеденбал (Монголия)[источник не указан 1054 дня]
- Янко Марков[болг.] (Болгария)[79]
- Анна Зегерс (ГДР)
- Хайнц Гофман (ГДР)
- Дашийн Данзанванчиг (Монголия)
- Жамсарангийн Самбу (Монголия)
- Жамсрангийн Ёндон (Монголия)
- Жамьянгийн Лхагвасурэн (Монголия)
- Францишек Шляхциц (Польша)
- Димитр Стоянов (Болгария)

### Награды населённым пунктам
Орденом Октябрьской Революции награждены:
- город-герой Москва (4 ноября 1967)
- город-герой Ленинград, ныне Санкт-Петербург (4 ноября 1967)
- город Владивосток (14 декабря 1970)
- город Иваново (16 декабря 1970)
- город Волхов (18 декабря 1970)
- город Ворошиловград, ныне Луганск (18 декабря 1970)
- город Орехово-Зуево (23 декабря 1970)
- город Хабаровск (14 января 1971)
- город Чита (22 октября 1972)
- город Благовещенск (23 октября 1972)
- город Уфа (27 ноября 1974)
- город Коломна (4 июля 1977)
- город Ставрополь (7 июля 1977)
- город Кострома (22 июля 1977)
- город Лиепая (9 августа 1977)[80]
- город Астрахань (9 сентября 1977)
- город Красноярск (10 августа 1978)
- город Ижевск (11 декабря 1978)
- город Жданов, ныне Мариуполь (1978)
- город Брянск (29 марта 1979)
- город Томск (19 октября 1979)
- город Барнаул (14 августа 1980)
- город Златоуст (26 августа 1980)
- город Новокузнецк (1 июля 1981)
- город Комсомольск-на-Амуре (9 июня 1982)
- город Вологда (22 июля 1982)
- город-герой Севастополь (13 июня 1983)
- город Харьков (23 августа 1983)
- город Ярославль (22 августа 1985)
- город Иркутск (18 апреля 1986)
- город Тюмень (22 июля 1986)
- город Куйбышев, ныне Самара (28 августа 1986)

### Награды учреждениям
Орденом Октябрьской Революции награждены:
Общественные организации:
- ВЛКСМ

Промышленные предприятия:
- Завод имени Я. М. Свердлова
- Кировский завод (1970)
- Ижорские заводы
- Обуховский завод
- Пролетарский завод
- Ленинградский металлический завод
- Завод имени Лихачёва
- Машиностроительный завод имени М. И. Калинина
- Завод имени Дегтярёва
- Завод имени А. А. Масленникова
- Федеральный научно-производственный центр «Титан-Баррикады»
- Красноярский машиностроительный завод
- Центральный научно-исследовательский институт машиностроения
- Научно-производственное объединение «Алмаз» имени академика А. А. Расплетина
- РКК «Энергия»
- Государственный ракетный центр
- Государственный космический научно-производственный центр имени М. В. Хруничева
- Авиационный комплекс имени С. В. Ильюшина
- ВНИИ авиационных материалов
- Завод имени Малышева
- Научно-производственное объединение машиностроения
- Московское машиностроительное предприятие имени В. В. Чернышёва
- Уральский электрохимический комбинат
- Сибирский химический комбинат
- Электрохимприбор
- Завод «Красногвардеец»
- ПО «Маяк»
- Воронежский механический завод
- ОДК-Сатурн
  - ФГУП «Омское моторостроительное орденов Ленина, Октябрьской Революции и Трудового Красного Знамени объединение им. П. И. Баранова» — филиал «ОДК — Сатурн»
- ОДК — Авиадвигатель
- НПО «Энергомаш» имени академика В. П. Глушко
- Вагонмаш
- Уралмашзавод
- Заволжский химический завод им. Фрунзе, г. Заволжск Ивановской области
- Магнитогорский металлургический комбинат им. В. И. Ленина (28 января 1982)
- Юргинский машиностроительный завод
- Тульский машиностроительный завод
- Таганрогский металлургический завод
- Лыткаринский завод оптического стекла
- Красногорский завод имени С. А. Зверева
- Конструкторское бюро «Радуга» (1983)
- Ашинский металлургический завод

Учебные заведения:
- Московский государственный университет (1980)
- Московский институт стали и сплавов (МИСиС) (16 апреля 1980)
- Московский энергетический институт (9 июля 1980)
- Ленинградский институт инженеров железнодорожного транспорта имени академика В. Н. Образцова (26 ноября 1984)
- Санкт-Петербургский государственный электротехнический университет
- Санкт-Петербургский горный университет
- Российский государственный университет нефти и газа
- Томский государственный университет
- Томский политехнический университет
- Киевский ордена Ленина государственный университет имени Т. Г. Шевченко (1984)
- Военно-воздушная инженерная академия имени Н. Е. Жуковского (1970)
- Житомирское высшее ордена Октябрьской Революции, Краснознамённое училище радиоэлектроники противовоздушной обороны имени Ленинского комсомола
- Коломенское высшее артиллерийское командное училище
- Краснодарское высшее военное ордена Октябрьской Революции, Краснознамённое училище имени генерала армии С. М. Штеменко
- Московское высшее общевойсковое командное училище (21 февраля 1978)
- Военная академия имени М. В. Фрунзе (8 декабря 1978)
- Московский авиационный институт им. С. Орджоникидзе (1980)
- Военная академия РХБ защиты им. Маршала Советского Союза С. К. Тимошенко (1982)
- Военно-морская академия имени Адмирала Флота Советского Союза Н. Г. Кузнецова
- Военная ордена Октябрьской Революции, Краснознамённая академия химической защиты имени Маршала Советского Союза С. К. Тимошенко
- Военная орденов Ленина и Октябрьской Революции, Краснознамённая академия бронетанковых войск имени Маршала Советского Союза Р. Я. Малиновского
- Военная инженерная радиотехническая орденов Октябрьской Революции и Отечественной войны академия противовоздушной обороны имени Маршала Советского Союза Л. А. Говорова
- Военная орденов Ленина и Октябрьской Революции, Краснознамённая, ордена Суворова академия имени М. В. Фрунзе
- Военно-воздушная инженерная орденов Ленина и Октябрьской Революции, Краснознамённая академия имени профессора Н. Е. Жуковского
- Военно-политическая орденов Ленина и Октябрьской Революции, Краснознамённая академия имени В. И. Ленина
- Московское высшее пограничное командное ордена Октябрьской Революции, Краснознамённое училище КГБ СССР имени Моссовета
- Высшее пограничное командное ордена Октябрьской Революции, Краснознамённое училище КГБ СССР имени Ф. Э. Дзержинского (1981)
- Высшее пограничное военно-политическое ордена Октябрьской Революции, Краснознамённое училище КГБ СССР имени К. Е. Ворошилова
- Высшие офицерские орденов Ленина и Октябрьской Революции, Краснознамённые курсы «Выстрел» имени Маршала Советского Союза Б. М. Шапошникова
- Тульское высшее артиллерийское инженерное орденов Ленина и Октябрьской Революции училище имени Тульского пролетариата

Учреждения культуры, редакции газет:
- Московский художественный академический театр им. М. Горького (1978)
- Государственный центральный музей современной истории России
- Киностудия «Мосфильм»
- Дом-музей В. И. Ленина (Ульяновск) (27 декабря 1973)[81]
- Газета «Правда»
- Газета «Известия»
- Газета «Комсомольская правда»
- Газета «Красная звезда»

Научные институты, конструкторские бюро:
- НПО ЦКТИ имени И. И. Ползунова
- Курчатовский институт
- Физико-энергетический институт имени А. И. Лейпунского
- 38-й Научно-исследовательский испытательный ордена Октябрьской революции Краснознамённый институт бронетанковой техники имени маршала бронетанковых войск Федоренко Я. Н. Минобороны России
- 4-й центральный научно-исследовательский институт Министерства обороны Российской Федерации
- 2-й центральный научно-исследовательский институт Министерства обороны Российской Федерации
- НИИ кораблестроения и вооружения
- Лётно-исследовательский институт имени М. М. Громова
- Центральный институт авиационного моторостроения
- Центральный аэрогидродинамический институт им. проф. Н. Е. Жуковского
- Всероссийский научно-исследовательский институт технической физики
- ОКБМ имени И. И. Африкантова
- Конструкторское бюро приборостроения
- Центральный научно-исследовательский институт химии и механики
- Конструкторское бюро химавтоматики
- Конструкторское бюро химического машиностроения имени А. М. Исаева
- Конструкторское бюро специального машиностроения
- Конструкторское бюро точного машиностроения
- Центральный научно-исследовательский институт точного машиностроения
- Конструкторское бюро «Южное» им. М. К. Янгеля
- Санкт-Петербургское морское бюро машиностроения «Малахит» имени академика Н. Н. Исанина
- МКБ «Факел» имени академика П. Д. Грушина
- Омское моторостроительное конструкторское бюро
- КБ «Туполев»
- КБ «Южное»
- Институт геохимии и аналитической химии имени В. И. Вернадского РАН
- Математический институт имени В. А. Стеклова РАН
- Физический институт имени П. Н. Лебедева РАН
- Российский институт радионавигации и времени
- Государственный оптический институт

Войсковые части:
- Дивизия внутренних войск МВД СССР им. Ф. Э. Дзержинского
- Краснознамённый ордена Октябрьской Революции Президентский полк Службы коменданта Московского Кремля Федеральной службы охраны Российской Федерации

Прочее:
- Дальневосточная железная дорога (1971)
- Колхоз «Маяк революции» (село Александровка Мелекесского района Ульяновской области) (16 февраля 1971)[82]
- Балтийское морское пароходство
- Ледокол «Арктика»